# Opopanax hispidus
Opopanax hispidus ist eine Pflanzenart aus der Gattung Opopanax innerhalb der Familie der Doldenblütler (Apiaceae). Deutsche Trivialnamen sind „Breitblättriges Steckenkraut“ und „Steifhaarige Gummiwurz“.

## Beschreibung

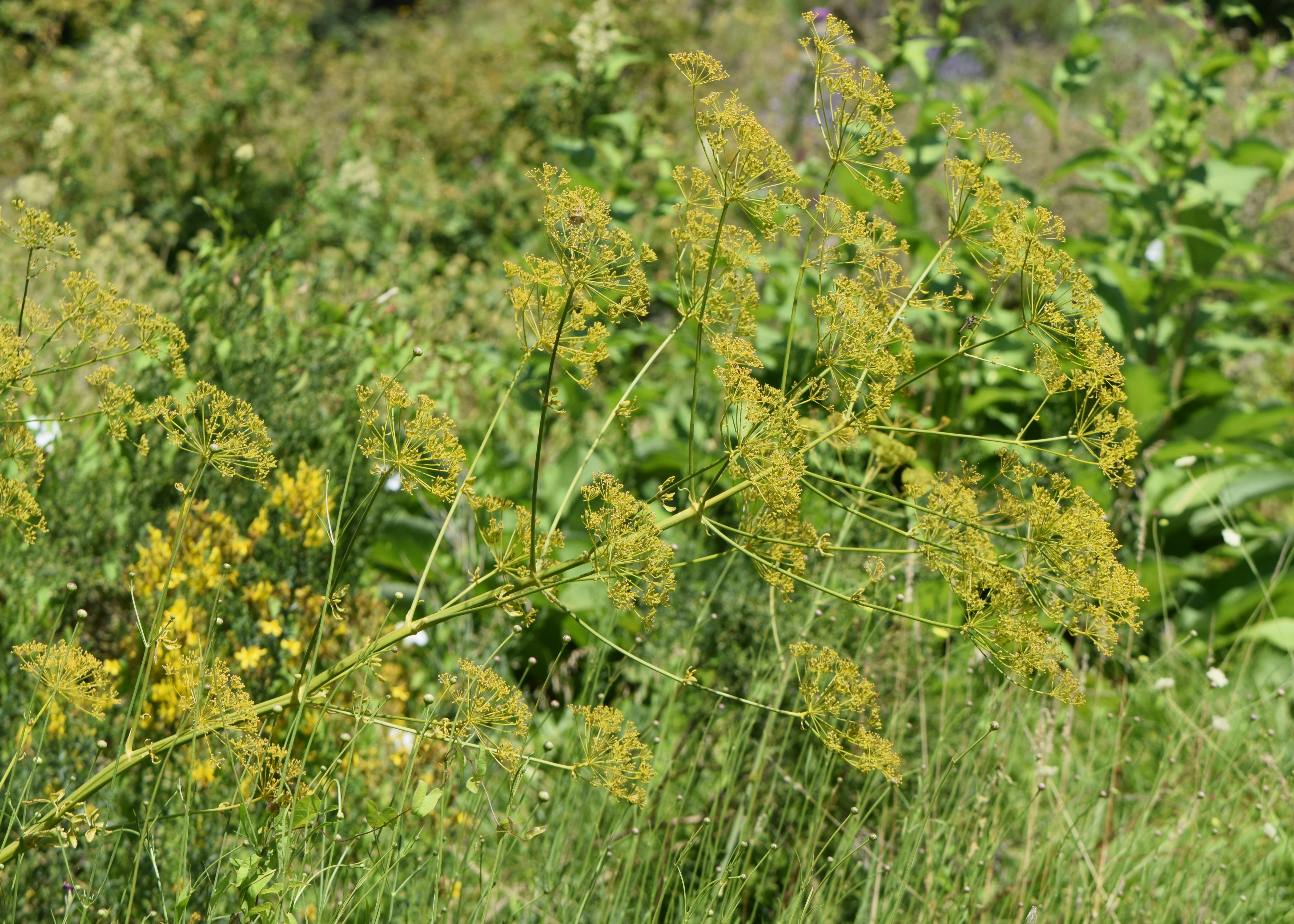
Doppeldoldiger Blütenstand

### Vegetative Merkmale
Opopanax hispidus ist eine ausdauernde krautige Pflanze, die Wuchshöhen von 1 bis 3 Metern erreicht.
Die Grundblätter sind doppelt fiederschnittig. Die Blattabschnitte sind 20 bis 40 Millimeter groß, breit elliptisch und einfach bis dreischnittig. Die Laubblätter sind behaart, anfangs sind die Laubblätter an der Blattspindel oft zottig behaart. Die Blattunterseite besitzt Sternhaare.

### Generative Merkmale
Die Blütezeit reicht von Mai bis Juli. Der Doppeldoldige Blütenstand ist 6- bis 13-strahlig. Die zwei bis fünf Hüll- und Hüllchenblätter sind linealisch.
Die Blüte ist zwittrig. Die Kronblätter sind gelb, eiförmig-länglich und eingeschlagen.
Die Doppelachäne ist bei einer Länge von 7 bis 9 Millimetern elliptisch und hat einen 2 bis 3 Millimeter breiten, dünnen Rand.
Die Chromosomenzahl beträgt 2n = 22.

## Ökologie
Bei Opopanax hispidus handelt es sich um einen Schaft-Hemikryptophyten.

## Vorkommen
Opopanax hispidus kommt im östlichen Mittelmeerraum. vor. Das Verbreitungsgebiet erstreckt sich von Südosteuropa bis zum Iran. Es gibt Fundortangaben für Sardinien, Nordmazedonien, Albanien, Griechenland, Kreta, Bulgarien, Zypern, die Türkei, das Gebiet von Syrien und Libanon, Irak, den Kaukasusraum und den Iran.
Opopanax hispidus gedeiht in Mitteleuropa auf Äckern, Brachland und Ruderalstellen in Höhenlagen von 0 bis 450 Metern.

## Taxonomie
Die Erstveröffentlichung erfolgte 1753 unter dem Namen Pastinaca opopanax durch Carl von Linné in Species Plantarum, Tomus I, Seite 262. In einer Gattung Opopanax konnte aber dieses Epitheton keine Verwendung finden, da ein Tautonym entstünde. Die nächste gültige Beschreibung erfolgte 1835 von Imre Friváldszky von Friváld in Flora oder (allgemeine) botanische Zeitung Band 18, Teil 1, Seite 333 als Ferula hispida Friv. Diese Art wurde 1843 durch August Heinrich Rudolf Grisebach in Spicilegium Florae Rumelicae et Bithynicae Exhibens Synopsin Plantarum quas in aest. 1839 legit Auctor A. Grisebach Band 1, Teil 2/3, Seite 378 als Opopanax hispidus (Friv.) Griseb. in die Gattung Opopanax gestellt.
Weitere Synonyme für Opopanax hispidus (Friv.) Griseb. sind: Opopanax orientalis Boiss., Ferula hispida Friv., Ferula opoponax Spreng., Malabaila orientalis Benth. & Hook.f., Opopanax siculus A.Huet ex Nym., Opopanax syriacus Boiss., Pastinaca hispida (Friv.) Fenzl, Pastinaca involucrata Stokes und Peucedanum syriacum (Boiss.) M.Hiroe.

## Trivialnamen und Drogennamen
Von der auch „Breitblättriges Steckenkraut“ oder „Steifhaarige Gummiwurz“ genannten Pflanzenart, wird das, vor allem aus den unterirdischen Pflanzenteilen gewonnene, bitterschmeckende Gummiharz auch 'Opopanax' (wie lateinisch opopanacum von griechisch opos, ‚Saft‘, und nax; früher auch succus nacis, ‚Saft der Nax‘, ein der Art ferula ähnliches „Kraut“, genannt) oder 'Opoponax' genannt. Das im Mittelalter lateinisch als Opopanacum oder Opopanax bezechnete Gummiharz kann sich auf Opopanax hispidus und verwandte Arten wie Opopanax chironium beziehen, stammte aber später möglicherwese vor allem von Commiphora kataf bzw. Commiphora erythraea.